# Can You Feel It (chanson de Ross Lynch)
Pour les articles homonymes, voir Can You Feel It.
Can You Feel It est une chanson de Ross Lynch, écrite pour la série télévisée Austin et Ally. Elle a été écrite et produite par Joleen Belle, Steve Smith, Anthony Anderson, et est sortie le 16 octobre 2012. 

## Performances
Le 19 octobre 2012, Ross chante la chanson à l'émission télévisée Shake It Up: Make Your Mark Dance Off, sur Disney Channel.

## Liste des titres
- U.S. / Téléchargement numérique

1. Can You Feel It – 2:48

## Classement
| Classement (2012)                           | Position |
| ------------------------------------------- | -------- |
| US Billboard Bubbling Under Hot 100 Singles | 22       |

## Historique des versions
| Pays       | Date            | Format                 | Label               |
| ---------- | --------------- | ---------------------- | ------------------- |
| États-Unis | 16 octobre 2012 | Téléchargement digital | Walt Disney Records |